# Rajd Dakar 2004

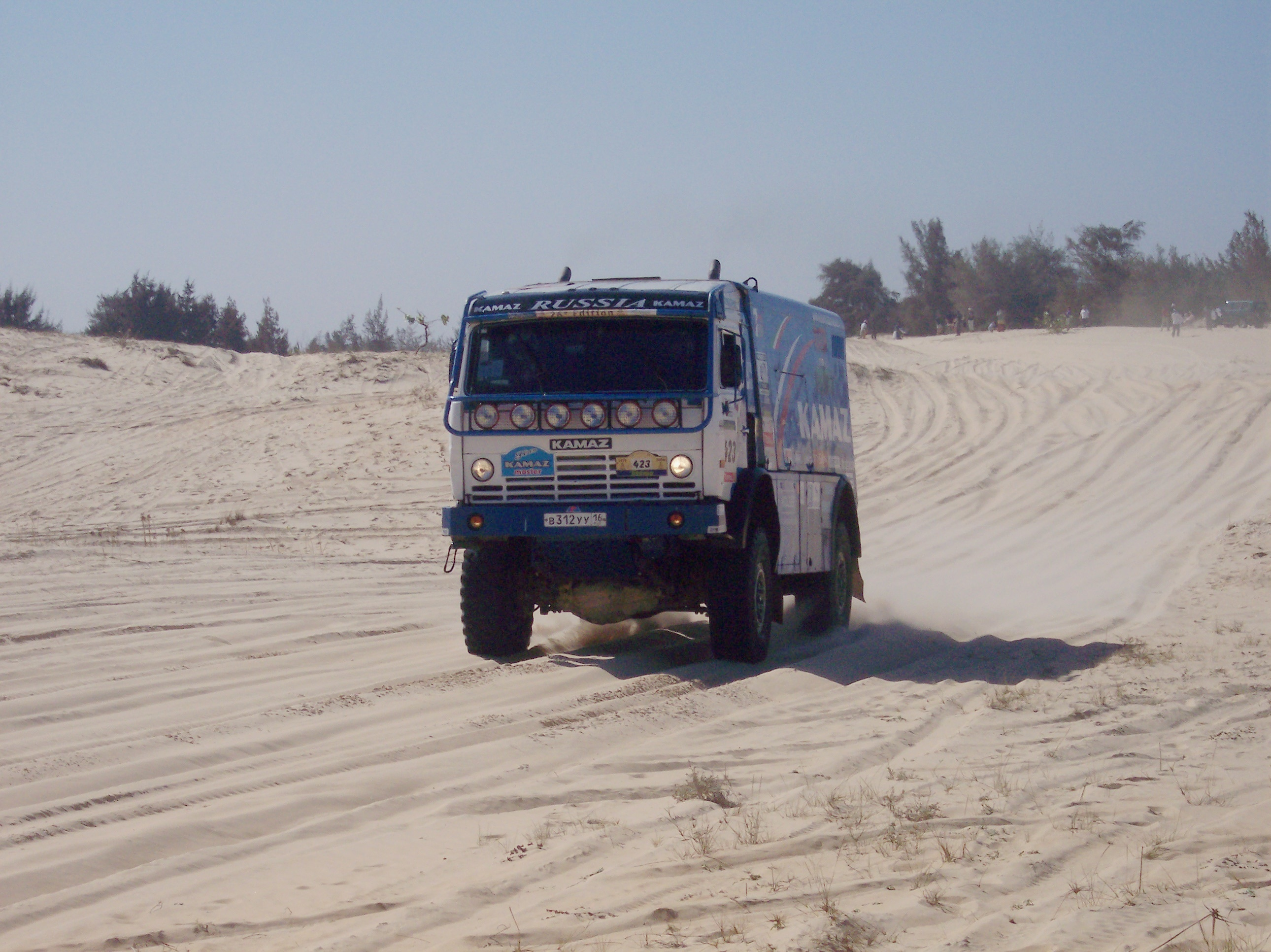
Rajd Dakar 2004

Rajd Dakar 2004 (Rajd Paryż - Dakar 2004) – dwudziesta szósta edycja terenowego Rajdu Dakar, która odbyła się na trasie Clermont-Ferrand (Owernia) - Dakar. Rajd prowadził m.in. przez: Maroko, Mauretanię, Mali a kończąc w Senegalu (Dakar). W kategorii samochodów zwyciężył Francuz Stephane Peterhansel, (który był pierwszym motocyklistą, który startował w kategorii samochodów wygrywając), zaś w kategorii motocykli Hiszpan Nani Roma.